# .bv
A .bv a lakatlan Bouvet-sziget internetes legfelső szintű tartomány kódja. Jelenleg nincs használatban. 1997. augusztus 21-én hozták létre, amikor az Internet Assigned Numbers Authority (IANA) az ISO 3166-1 szabvány szereplő valamennyi országnak, vagy régiónak kiosztotta a országkód szerinti legfelső szintű tartományokat. A Bouvet-sziget, bár nem önálló ország, de Norvégia függő területeként szerepel az ISO 3166-1-es szabványban. 
A Norid (a norvég legfelső szintű tartományok nyilvántartója), a .bv tartományt a .no tartomány alá sorolta be. Egyetlen aldomént sem hoztak létre alatta és a Norid jelenleg nem is tervezi kiosztásukat.